# Maipú (Chile)
Maipú ist eine Kommune innerhalb von Santiago de Chile, etwa 15 km südwestlich von deren Zentrum gelegen. Die erst Ende des 19. Jahrhunderts gegründete Siedlung wuchs beschleunigt seit etwa 1970 und ist gegenwärtig (Stand 2008) mit etwa 690.000 Einwohnern die bevölkerungsreichste Kommune Chiles. Maipú ist bekannt als der Ort der letzten großen Schlacht im Unabhängigkeitskrieg gegen Spanien und als Wallfahrtsort mit einer imposanten Votivkirche.